# ميناميتشيزن
ميناميتشيزن  هي بلدية في اليابان، وبلدة في اليابان، تقع في فوكوي، ومقاطعة نانجو، بلغ عدد سكانها 10,437  نسمة وذلك حسب إحصائيات سنة 2018، تبلغ مساحتها 343.69 كيلومتر مربع.

## المناخ
يظهر الجدول التالي التغييرات المناخية على مدار السنة لميناميتشيزن:
| البيانات المناخية لـميناميتشيزن     | البيانات المناخية لـميناميتشيزن | البيانات المناخية لـميناميتشيزن | البيانات المناخية لـميناميتشيزن | البيانات المناخية لـميناميتشيزن | البيانات المناخية لـميناميتشيزن | البيانات المناخية لـميناميتشيزن | البيانات المناخية لـميناميتشيزن | البيانات المناخية لـميناميتشيزن | البيانات المناخية لـميناميتشيزن | البيانات المناخية لـميناميتشيزن | البيانات المناخية لـميناميتشيزن | البيانات المناخية لـميناميتشيزن | البيانات المناخية لـميناميتشيزن |
| الشهر                               | يناير                           | فبراير                          | مارس                            | أبريل                           | مايو                            | يونيو                           | يوليو                           | أغسطس                           | سبتمبر                          | أكتوبر                          | نوفمبر                          | ديسمبر                          | المعدل السنوي                   |
| ----------------------------------- | ------------------------------- | ------------------------------- | ------------------------------- | ------------------------------- | ------------------------------- | ------------------------------- | ------------------------------- | ------------------------------- | ------------------------------- | ------------------------------- | ------------------------------- | ------------------------------- | ------------------------------- |
| متوسط درجة الحرارة الكبرى °م (°ف)   | 5.3 (41.5)                      | 5.9 (42.6)                      | 10.4 (50.7)                     | 17.5 (63.5)                     | 22.4 (72.3)                     | 25.6 (78.1)                     | 29.2 (84.6)                     | 31.1 (88.0)                     | 26.5 (79.7)                     | 20.7 (69.3)                     | 14.9 (58.8)                     | 8.8 (47.8)                      | 18.2 (64.7)                     |
| متوسط درجة الحرارة الصغرى °م (°ف)   | −1.3 (29.7)                     | −1.7 (28.9)                     | 0.4 (32.7)                      | 5.3 (41.5)                      | 10.5 (50.9)                     | 15.5 (59.9)                     | 20.0 (68.0)                     | 20.9 (69.6)                     | 16.9 (62.4)                     | 10.3 (50.5)                     | 4.8 (40.6)                      | 0.8 (33.4)                      | 8.5 (47.3)                      |
| الهطول مم (إنش)                     | 317.3 (12.49)                   | 195.2 (7.69)                    | 177.4 (6.98)                    | 134.0 (5.28)                    | 157.9 (6.22)                    | 191.0 (7.52)                    | 240.9 (9.48)                    | 164.5 (6.48)                    | 223.2 (8.79)                    | 169.5 (6.67)                    | 248.6 (9.79)                    | 350.7 (13.81)                   | 2٬570٫2 (101.2)                 |
| متوسط تساقط الثلوج سم (إنش)         | 205 (81)                        | 169 (67)                        | 52 (20)                         | 1 (0.4)                         | 0 (0)                           | 0 (0)                           | 0 (0)                           | 0 (0)                           | 0 (0)                           | 0 (0)                           | 2 (0.8)                         | 81 (32)                         | 510 (201.2)                     |
| ساعات سطوع الشمس الشهرية            | 51.7                            | 65.5                            | 95.9                            | 138.2                           | 147.7                           | 117.6                           | 118.2                           | 154.9                           | 110.7                           | 113.4                           | 89.8                            | 66.6                            | 1٬270٫2                         |
| المصدر: Japan Meteorological Agency |                                 |                                 |                                 |                                 |                                 |                                 |                                 |                                 |                                 |                                 |                                 |                                 |                                 |